# Turó de l'Àguila (Torroella de Montgrí)
El Turó de l'Àguila és el nom amb el qual es coneix una muntanya de 178,3 msnm situada al Massís del Montgrí, a la població de Torroella de Montgrí, situat a la comarca del Baix Empordà. El turó està situat a la Vall de Santa Caterina i està envoltat pel Puig Rodó, Montgrí, Puig Carroig, Puig Roig i l'Ermita de Santa Caterina.
La seva flora està dominada pel garric, planta molt comú a la zona del Massís del Montgrí ja que és un vegetal que té lloc en indrets rocosos com, per exemple el Puig Rodó, el Montgrí o el Montplà. La seva fauna està formada per diferents espècies d'insectes i aràcnids com l'alacrà. També és possible veure-hi el falcó peregrí, establit a la zona degut a la poca afluència de persones en aquest turó en concret.